# 山田嘉彦
山田 嘉彦（やまだ よしひこ、1940年〈昭和15年〉10月3日 - ）は、日本の洋画家。東京学芸大学名誉教授、立軌会同人。東京都江戸川区出身。

## 来歴

### 生い立ち
日本橋芳町より京都市右京区御室へ移転。東京都中野区東中野へ移転。
東京都立武蔵丘高等学校、東京藝術大学美術学部絵画科油絵専攻卒（林武教室）。東京藝術大学大学院修了（牛島憲之教室）。

### 画家として
中学校の美術部で初めて油彩画を描き、高校の美術部に所属し石膏デッサンに夢中になる。東京藝術大学の大学院修了後、同大学に勤務し、その間に牛島憲之に風景画の指導を受ける。
1969年にフランス政府給付留学生として渡仏。マルセーユ芸術建築学校（ビュッス教室）に学ぶ。グループ十騎会（髙島屋東京日本橋店、～2015年）に参加。フランス、カーパントラのミシェル画廊にて個展。
1971年に第1回日本現代新人絵画展（髙島屋東京日本橋店、～1974年）に出品。同年9月フランスより帰国。
1972年東洋美術学校絵画科講師、1973年女子美術短期大学造形科非常勤講師、1978年東京学芸大学助教授、1993年東京学芸大学教授となり後進の育成に尽力する。この間、全国で個展を開催し、各地の美術館へ作品を収蔵している。
2007年、立軌会同人。現在、東京学芸大学名誉教授

## 略歴
- 1972年　東洋美術学校絵画科講師
- 1973年　女子美術短期大学造形科
- 1978年　東京学芸大学助教授
- 1993年　東京学芸大学教授
- 2007年　立軌会同人
- 現在　東京学芸大学名誉教授

## 個展
- 1972年　日本橋髙島屋にて発個展　以後2005年まで同店での個展6回
- 2005年　個展（髙島屋 東京日本橋／大阪／京都／名古屋）
- 2011年　個展（日本橋三越本店、岩田屋三越、JR大阪三越伊勢丹）
- 2015年　個展（髙島屋 東京日本橋／大阪）
- 2018年　個展（日本橋三越本店、名古屋三越、福岡三越、高松三越）
- 2022年　個展（髙島屋 東京日本橋／大阪）

## 主な出版物
- 『山田嘉彦画集』求龍堂 1987年

## 主な作品収蔵先
- 富山県立近代美術館
- 新潟県新潟市知足美術館
- 中野区立もみじ山文化センター（なかのZERO）
- 秋田県大館市大館郷土博物館

## カレンダー
- 日本鋼管株式会社（現JFEホールディングス） 1994年
- ヤマハ株式会社 1998年
- 伊藤忠アビエーション株式会社 2024年
- 日本精工株式会社 2025年

## 映像
- 日本テレビ『美の世界』出演 1993年放送
- “点描画の巨匠　山田嘉彦の絵画展　群馬・前橋市”. 郡馬テレビ. (2023年9月21日)

## 掲載
- 印象派・いい女66選 技法講座 美術の窓 生活の友社 2013年9月
- 独立独歩の本格洋画家 美術の窓 生活の友社 2013年9月
- 心に染みる風景 月刊美術 サン・アート 2013年9月
- ベテラン作家が描く 個々に残る風景画 美術の窓 生活の友社 2014年6月
- 新・現代日本の作家たち アトリエ寫眞(No.024)山田嘉彦 月刊美術 サン・アート 2014年10月
- 風景表現を描く 私の風景画 美術の窓 生活の友社 2014年6月
- 土方明司の知りたい! 美のヒミツ(第30回)山田嘉彦(洋画家) 月刊美術 サン・アート 2022年10月